# النادي الرياضي بكالوني
النادي الرياضي بكالوني هو نادي كرة قدم يوناني أٌسس عام 1994. يلعب النادي في الدوري اليوناني لكرة القدم الدرجة الثالثة ‏.